# Горшков, Дмитрий Георгиевич
Дми́трий Гео́ргиевич Горшко́в (род. 29 апреля 1967, Москва) — советский и российский ватерполист, серебряный и дважды бронзовый призёр Олимпийских игр. Заслуженный мастер спорта России.

## Карьера
Выступал за команды «Трудовые резервы» (Москва, 1977−1985), ЦСК ВМФ (Москва, 1985−1992), «Вашаш» (Будапешт, Венгрия, 1992−1997), «Флоренция» (Италия, 1997−2004), «Синтез» (Казань, 2004−2006).
Чемпион СССР (1988-1992). Серебряный (2006) и бронзовый (2005) призер чемпионатов России.
Первую олимпийскую медаль Дмитрий завоевал в составе Объединённой команды на Играх 1992 года. Через 4 года российская сборная стала на Олимпиаде 5-й. 
Капитан сборной России по водному поло на Олимпийских играх в Сиднее в 2000 году. Автор победного гола в ворота Испании в драматичном полуфинальном матче. В соответствии с календарём турнира, сборная России вынуждена была играть финальный матч уже на следующий день. Соперником была сильная сборная Венгрии,которая имела на один день отдыха больше и с легкостью выиграла золотые медали.
На Олимпиаде в Афинах в составе сборной России выиграл бронзовую медаль.
Дмитрий Георгиевич Горшков является тренером юношеской команды Австралии по водному поло 2002 года рождения.